# Dios en el cristianismo

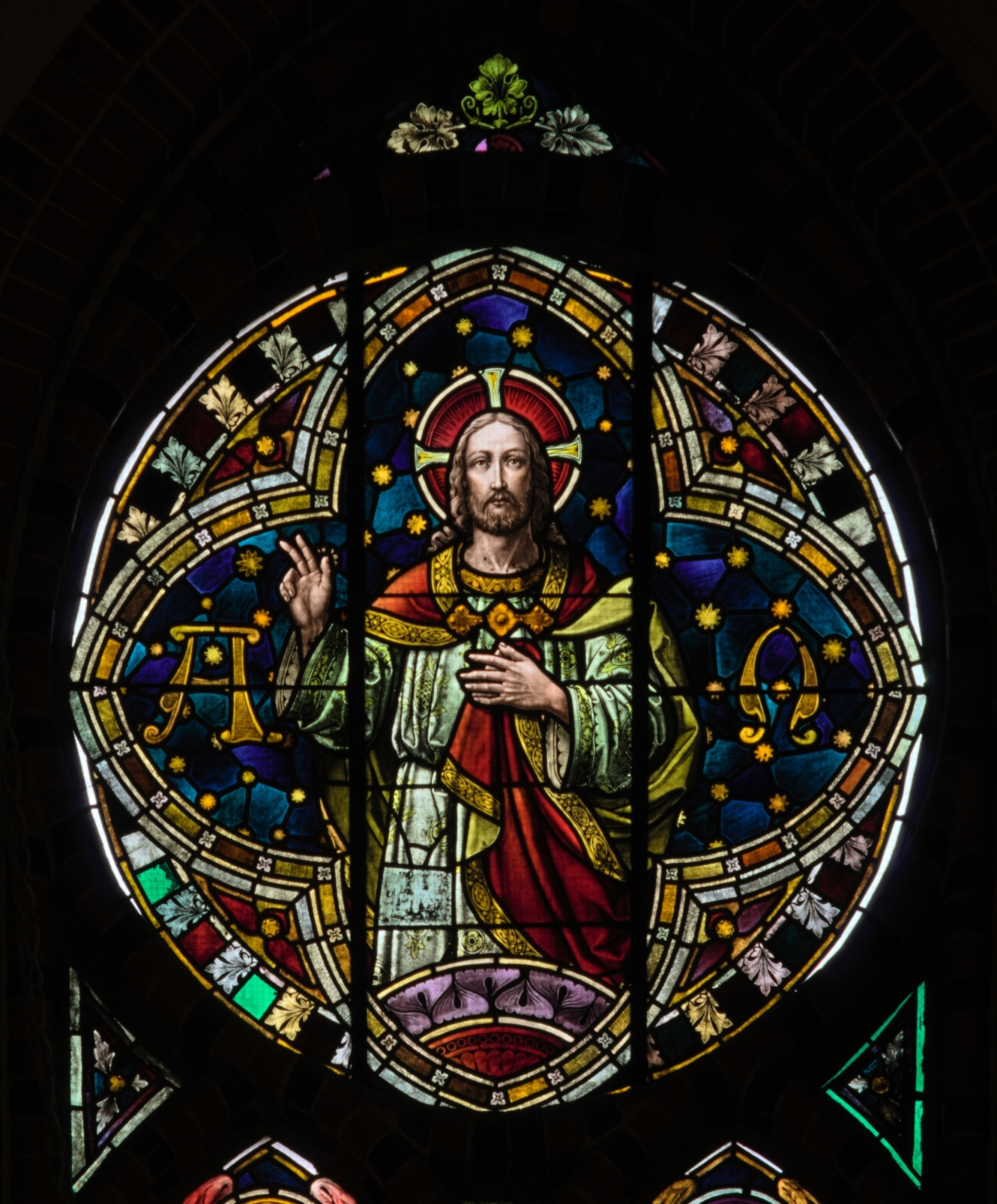
Jesucristo como Alfa y Omega en la iglesia de los Santos Apóstoles Pedro y Pablo. Para la mayoría de cristianos, Cristo Jesús es la encarnación de Dios y la imagen visible de Dios.

En el cristianismo, Dios es la entidad que creó y mantiene el Universo. Dios es trascendente —independiente y distinto del universo material— e interviene activamente en el mundo.
La mayoría de los cristianos creen en el dogma de la Santísima Trinidad. Según esta doctrina, Dios se ha manifestado y se manifiesta en tres personas diferentes, pero que comparten la misma sustancia de Dios: como Padre, como Hijo y como Espíritu. Al Dios Trino se le conceden diferentes atributos, entre ellos: el amor, el más importante de todos (1 Jn 4:8, y manifestado así por san Pablo en 1 Cor 13); la omnipotencia; la santidad; la verdad (Jn 14:16); la justicia, y la fidelidad.
Los cristianos creen que Dios es espíritu, no creado, omnipotente y eterno. El Creador y sustentador de todas las cosas, que rescata al mundo a través de su Hijo, Jesucristo. Con este plano de fondo, la creencia en la divinidad de Cristo y en el Espíritu Santo está expresada como la doctrina de la Santísima Trinidad, que describe una única sustancia divina ya existente como tres personas distintas e inseparables: el Padre, el Hijo y el Espíritu Santo. De acuerdo con esta doctrina, Dios no está dividido, en el sentido de que cada persona tiene un tercio de todo, sino que cada una de las tres persona es considerada plenamente Dios. La distinción reside en sus relaciones.

## Ente Supremo
El término Ente Supremo (en inglés: Godhead) es un término que denota deidad o divinidad. Aunque muchas veces sea utilizado como sinónimo para Trinidad, los dos no son sinónimos.
El término Godhead es utilizado solo por algunas traducciones de la Biblia para el inglés (por ejemplo, las Biblia del rey Jacobo), y en apenas tres pasajes.
La naturaleza del ente supremo varía entre las varias denominaciones cristianas. En la mayor parte de las ramas del cristianismo, incluyendo el catolicismo, la ortodoxia, el anglicanismo y el protestantismo, la visión trinitarista prevalece: el ente superior es asociado a la Santísima Trinidad y la palabra es frecuentemente utilizada como sinónimo para Trinidad.

## Santísima Trinidad

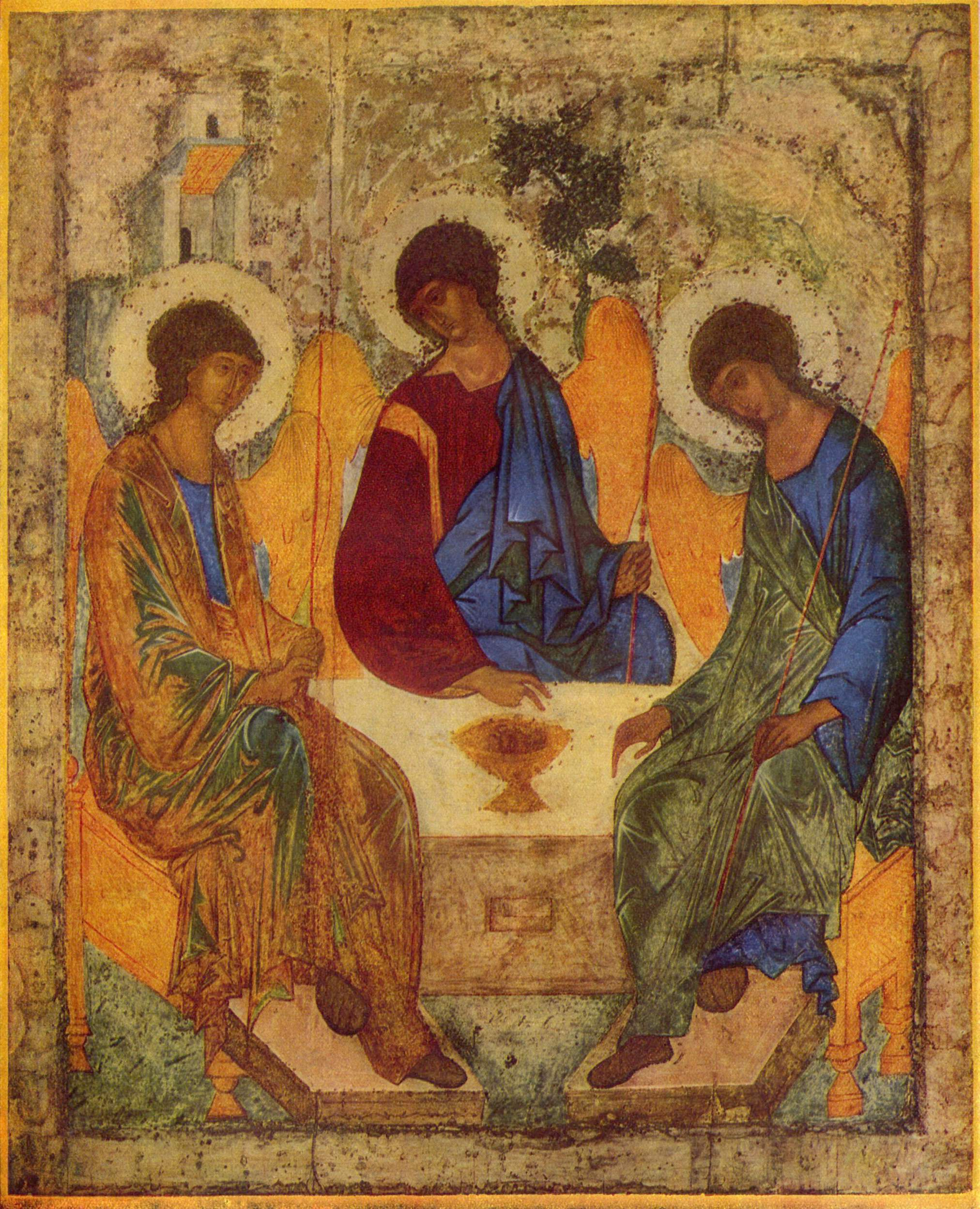
La Hospitalidade de Abrahán, de Andrei Rublev: Los tres ángeles representan las tres personas de la trinidad.

La Trinidad es considerada por la mayoría de los cristianos como uno de los núcleos fundamentales de su fe, tanto que muchos cristianos consideran los no-trinitarios como no cristianos. Existen, sin embargo, grupos cristianos que rechazan la doctrina de la Trinidad completamente o que defienden una variante de tal doctrina, y estos son llamados heréticos por los cristianos tradicionales. Desde el Concilio de Nicea I, los trinitarios constituyen la gran mayoría de los cristianos.
Para los cristianos trinitarios, Dios Padre no está completamente separado de Dios Hijo y del Espíritu Santo, las otras personas divinas. Tales cristianos describen estas tres personas como una Trinidad. Eso significa que ellos siempre existieron como tres "personas" diferentes (Hipóstasis), pero ellos son un Dios, cada uno teniendo plena identidad como el propio Dios (serían por lo tanto una única "substancia"), y tendrían una única "naturaleza divina"y poder, y una única voluntad.
A pesar de eso, hay algunas ideas alternativas sobre la Santísima Trinidad. Algunas describen el Padre, Hijo y Espíritu como distintos unos de los otros (triteísmo), otros los describen como una "manifestación" de un único ser (sabelianismo). Algunas teorías dicen que la relación del padre e hijo comenzó en algún momento antes de la "historia" (arrianismo), y otros creen que Dios se tornó padre cuando él predefinió a su creación Λογος ("logos" o "palabra"). Otras formas de interpretación encuentran fuertes afinidades con las ideas tradicionales del paganismo de un salvador o héroe que ganó la deidad, una idea semejante al mitraismo.
En el Cristianismo, la doctrina de la Santísima Trinidad afirma que Dios, siendo uno, existe simultáneamente y eternamente, como una unión de tres personas: el Padre, el Hijo (encarnado como Jesús de Nazaret), y el Espíritu Santo. Desde el siglo IV, esta doctrina viene siendo defendida por ambas ramas del cristianismo (tanto la Occidental como la Oriental). Aquellos que apoyan la doctrina de la Trinidad son llamados Trinitarios. La gran mayoría de los cristianos son trinitarios. En oposición, algunas de las doctrinas no-trinitarias incluyen el binitarianismo (dos divinidades / personas / aspectos) y el unitarismo (una deidad / persona / aspecto).
Ni en el Antiguo ni en el Nuevo Testamento se usa el término "Santísima Trinidad", aunque los trinitarios crean que el concepto está implícito en varios pasajes bíblicos. La doctrina de la Trinidad es el resultado de la exploración continua por la iglesia de los hechos bíblicos, discutidos en debates y tratados. Fue expresada en los escritos antiguos a partir del inicio del siglo II. O Primero Concilio de Nicea, en 325 dC, estableció un dogma trinitario casi universal y rechazó expresamente cualquier teoría contraria como herejía. Las más reconocidas bases bíblicas para la formulación de la doctrina están en el Evangelio de Juan.

### Ambivalencia de la doctrina trinitaria
Algunos cristianos protestantes, especialmente los restauracionistas, son ambivalentes sobre la doctrina de la Trinidad. Aunque no rechacen la visión trinitaria, presentan una doctrina alternativa para el relacionamiento de Dios con la humanidad. Algunos, como la Sociedad de los Amigos (Quakers), puede rechazar toda la doctrina. Otros, como los restauracionistas de la Iglesias de Cristo, dicen que, de acuerdo con su comprensión de la doctrina Sola Scriptura, una vez que la doctrina de la Trinidad no está claramente definida en la Biblia, no puede ser exigida para la salvación.
Los no-trinitarios comúnmente se refieren a los siguientes puntos, en oposición a la enseñanza trinitaria:
- Los trinitarios no siguen el estricto monoteísmo encontrado en el judaísmo y en el Antiguo Testamento, que Jesús alegó tener cumplido.
- Esta enseñanza es una invención de los primeros padres de la iglesia cristiana, como Tertuliano.
- Resulta paradójico, y por lo tanto, no está en conformidad con la razón.
- Refleja la influencia de las religiones paganas, algunas de las cuales tienen tríadas divinas.
- Contradice la doctrina de la Sagrada Escritura, tal como cuando Jesús afirma que el Padre es mayor que el, o las enseñanzas de Pablo: "Pero para nosotros hay un solo Dios, el Padre, de los cuales son todas las cosas, y nosotros con él, y un solo Señor, Jesucristo, a través de quien son todas las cosas".[9]
- Que el apoyo bíblico a la doctrina es, en la mejor de las hipótesis, implícito. Por ejemplo, el Nuevo Testamento se refiere al Padre y a al Hijo juntos con mucho más frecuencia que al Padre, Hijo y Espíritu Santo.
- La palabra "trinidad" no aparece en la Biblia.

### Cristianismo trinitario
Estos cristianos creen que el Espíritu Santo lleva a las personas a la fe en Jesús y les da la capacidad de conducir la vida cristiana. El Espíritu Santo es presentado como un "Consejero" o "Ayudador", orientando a las personas al camino de la verdad.
Jesús describe el Espíritu Santo como el prometido "abogado" en Juan 14:26. Después de su muerte y resurrección, Cristo dice a sus discípulos que ellos serían "bautizados con el Espíritu Santo". Dicha frase se habría cumplido en el día de Pentecostés, cuando, según la Biblia, los discípulos de Jesús estaban reunidos en Jerusalén y fue oído un poderoso viento y lenguas de fuego aparecieron sobre sus cabezas. Una multitud multilingüe escuchó a los discípulos hablar, y cada uno los oyó hablar en su idioma nativo.

### Cristianos no trinitarios
Algunas tradiciones cristianas rechazan la doctrina de la Trinidad. A lo largo de la historia cristiana han existido ejemplos de estos grupos: los arrianos, los ebionitas, los gnósticos y otros grupos de creencias no trinitarias. Esta posición fue rechazada por el obispo Ireneo de Lyon, entre otros, y, posteriormente, por los Concilios ecuménicos. El Credo niceno trató la cuestión de la relación entre las naturalezas de Jesús. Las doctrinas del monofisismo ("una naturaleza") y del monotelismo ("una voluntad") fueran consideradas heréticas al intentar explicar esta relación.
La Reforma protestante planteó nuevamente esta cuestión. En los primeros momentos fueron ejecutados varios no trinitarios (tales como Miguel Servet), o forzados a mantener sus creencias secretas (tales como Isaac Newton). La eventual libertad religiosa, permitió a los no trinitarios la propagación de sus creencias más fácilmente, y, en el siglo XIX, se asistió al establecimiento de varios grupos no trinitarios en los Estados Unidos de América y en otros países. Entre estos grupos se incluyen los Cristadelfianos, la Ciencia cristiana, los Testigos de Jehová, la Iglesia de Jesucristo de los Santos de los Últimos Días y el unitarianismo. Entre los movimientos no trinitarios del siglo XX se incluyen los Pentecostales del Nombre de Jesucristo y la Iglesia de la Unificación. Los grupos difieren entre sí en sus puntos de vista sobre Jesucristo, mostrándose diversas veces como un ser divino como Dios Padre, como el Señor del Antiguo Testamento en forma humana, como Dios (pero no eternamente Dios), como profeta o simplemente un santo hombre.

## Dios Padre
En el Nuevo Testamento, Dios Padre tiene un papel especial en su relación con la persona del Hijo, Jesús (Hebreos 1:2-5). De acuerdo con el credo niceno, el Hijo (Jesucristo) es "eternamente generado del Padre", indicando que su divina relación no está vinculada a un evento en el tiempo o historia humana. La Biblia se refiere a Cristo como el inicio de una creación de Dios.

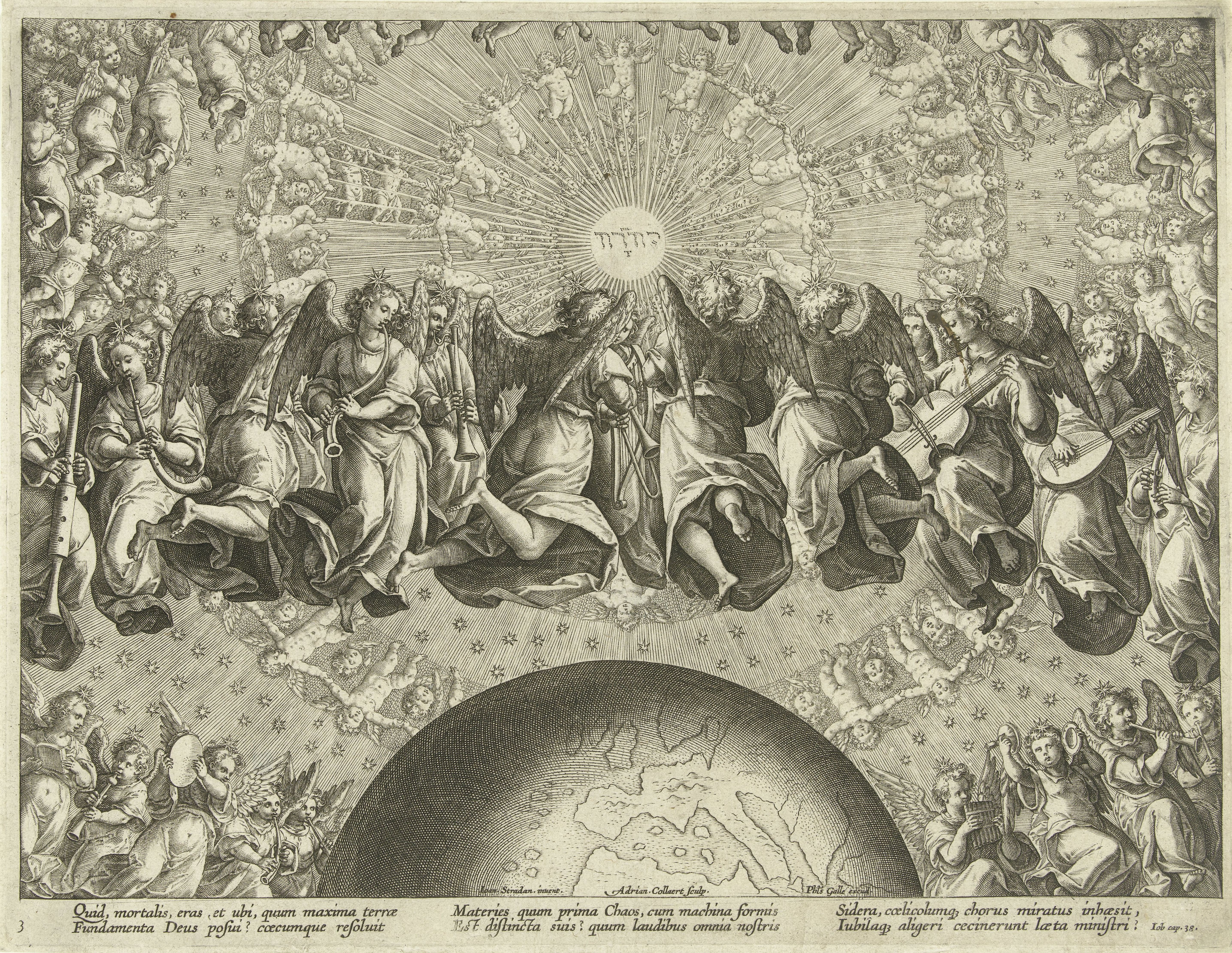
La respuesta de Dios a Job.

En la Ortodoxia, Dios el Padre es el "Arche" o "principium" (comienzo), la "fuente" u "origen", tanto de la parte del Hijo y del Espíritu Santo.
En el Cristianismo, Dios es llamado el "Padre", un título inédito, nunca empleado anteriormente para referirse a la divinidad. Además de eso, Él es el Creador y sustentador de la creación, y el proveedor de sus hijos. El Padre tiene una eterna relación con su único Hijo, Jesús, lo que implica un conocimiento íntimo y exclusivo de su naturaleza: «Nadie conoce realmente al Hijo, sino el Padre; y nadie conoce realmente al Padre, sino el Hijo y aquellos a quienes el Hijo quiera darlo a conocer». En la teología cristiana, esta es la revelación de un sentido en el cual la Paternidad es inherente a la naturaleza de Dios, una relación eterna.
Para los cristianos, Dios Padre tiene con la humanidad una relación como la de un padre con sus hijos. Así, los seres humanos, en general, a veces son llamados hijos de Dios. El Nuevo Testamento dice que, en este sentido, la idea misma de la familia, donde quiera que aparezca, tendrá siempre su nombre asociado al Dios Padre (Efesios 3:15), y, por lo tanto, el propio Dios es el modelo de la familia.
Sin embargo, hay un sentido más profundo en el que los cristianos creen que ellos son partícipes de la eterna relación de padre e hijo, por medio de Jesucristo

## Dios Espíritu Santo
En la mayoría de los grupos cristianos, el Espíritu Santo es una de las tres personas divinas de la Trinidad, que forman una sola substancia de Dios, es decir, el Espíritu ha compartido la misma naturaleza esencial con Dios Padre y Dios Hijo (Jesús). A teología cristiana del Espíritu Santo, o pneumatología, fue la última parte de la teología trinitaria que fue plenamente explorada y desarrollada. Por este motivo, existe una mayor diversidad entre los diversos entendimientos teológicos acerca del Espíritu Santo de que en relación con el Hijo (cristología) y al Padre. Dentro de la teología trinitaria, el Espíritu Santo es generalmente conocido como la "tercera persona" del Dios Trino —con el Padre siendo la primera persona y el Hijo la segunda.
La existencia del Espíritu Santo es afirmada en el Credo Apostólico. De él también sería la responsabilidad por la Inmaculada Concepción. En él Credo niceno (una elaboración extensa del Credo Apostólico), se  afirmó también que el Espíritu Santo procede de uno o de ambos otros miembros de la Trinidad. Esta afirmación implica que el Espíritu Santo sea consubstancial y coeterno con el Padre y el Hijo.
El Espíritu Santo es también afirmado como "Aquel que da la Vida". Este Espíritu Santo es frecuentemente interpretado como la misma entidad que El Ángel del Señor (o Espíritu del Señor) referenciado en el Antiguo Testamento.

## Cristología cristiana
Para más información véase Logos, monofisismo y arrianismo

### Jesús, el Cristo

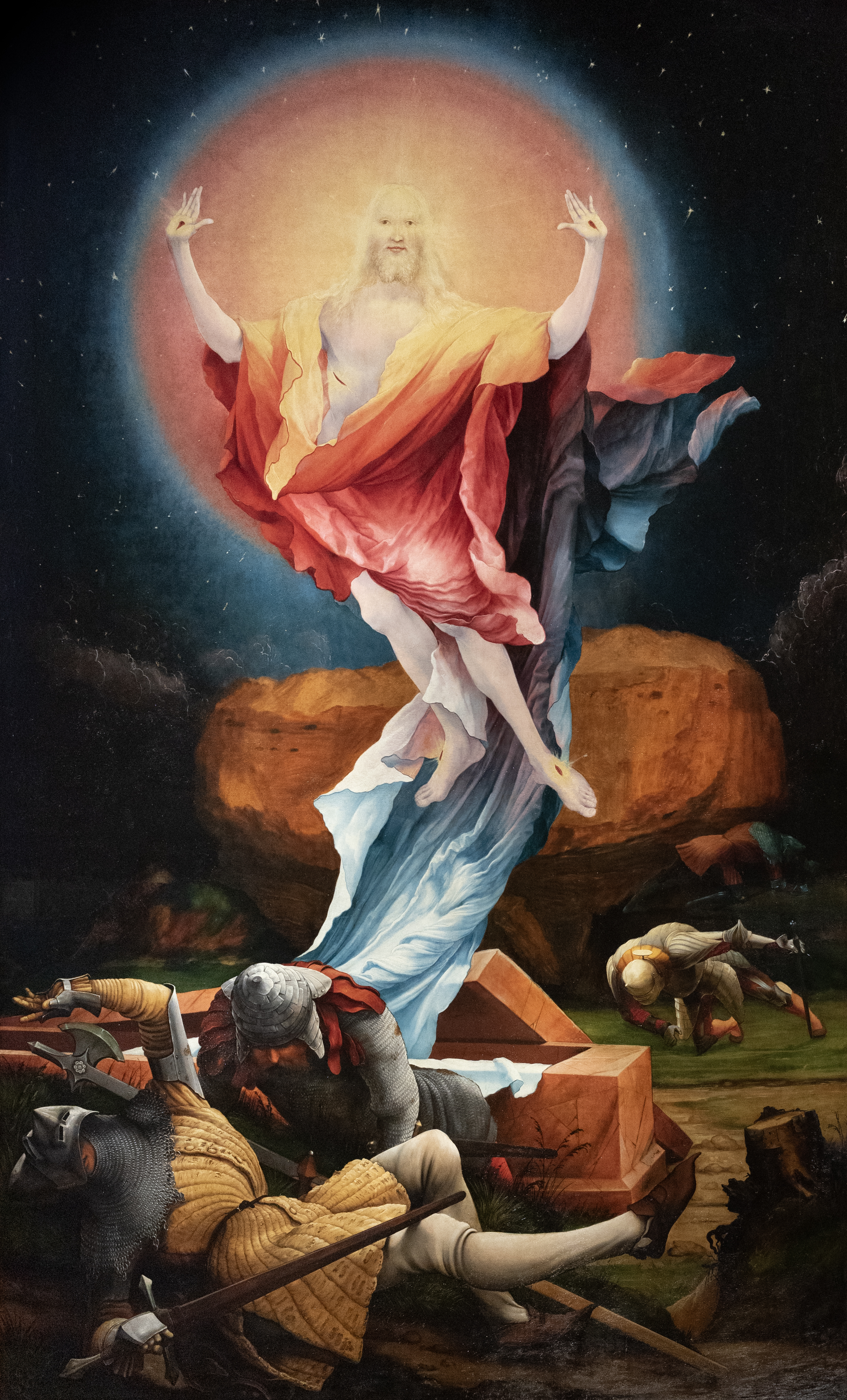
La resurrección de Cristo (siglo XVI) por Matthias Grünewald

A lo largo de toda la Historia del Cristianismo, las cuestiones cristológicas han sido muy importantes en la vida de la Iglesia. La Cristología era la preocupación fundamental a partir del Primer Concilio de Nicea (325) hasta el Tercer Concilio de Constantinopla (680). A lo largo de este período, los diferentes puntos de vista cristológicos de los grupos de la comunidad cristiana llevaron a acusaciones de herejía, y, en algunos casos, a la posterior persecución religiosa.
Como lo indica el nombre "cristianismo", el centro de la vida de un cristiano es una firme creencia de que Jesús es el hijo de Dios, y por lo tanto, el Mesías o Cristo.
Los cristianos creen que, como Mesías, Jesús fue anunciado como gobernante y salvador de la humanidad, y defendió que Jesús "cumplió todas las profecías bíblicas que decían respecto al Mesías del Antiguo Testamento". La concepción cristiana del Mesías difiere significativamente de la concepción judaica. La creencia fundamental cristiana es que a través de la muerte y resurrección de Jesús, el pecado original de los seres humanos son perdonados, la humanidad se reconcilia con Dios y con ello se les ofrece la salvación y la promesa de vida eterna.
Aunque ha habido disputas teológicas sobre la naturaleza de Jesús, los cristianos en general creen que Jesús es Dios encarnado y "verdadero Dios y verdadero hombre" (es decir, que él tiene plenamente las dos naturalezas: divina y humana). Jesús, por ser plenamente humano, sufrió los dolores y las tentaciones de un hombre mortal, pero él no cometió ningún pecado, y murió en el lugar de los pecadores otros. Y, al ser totalmente de Dios, venció a la muerte y ascendió al cielo. De acuerdo con la Biblia, "Dios le levantó de los muertos", lo hizo ascender al cielo, a la "mano derecha de Dios" y, en el fin de los tiempos, el volverá a la Tierra para cumplir el resto de las profecías bíblicas con respecto del Mesías, como la resurrección de los muertos, el juzgamiento final y el establecimiento del Reino de Dios.
De acuerdo con los evangelios, Jesús fue concebido por el Espíritu Santo y nació de la virgen María. La infancia de Jesús es oscura, si se compara con su vida adulta, especialmente la semana anterior a su muerte.